# Dirhamphis
Dirhamphis es un género con dos especies  perteneciente a la familia  Malvaceae. Es originario de México y Sudamérica. 
Fue descrito por Antonio Krapovickas  y publicado en Darwiniana  16(1-2): 223, en el año 1970. 
 La especie tipo es Dirhamphis balansae Krapov.

## Especies
- Dirhamphis balansae
- Dirhamphis mexicana